# (358) Apolonia
(358) Apolonia es un asteroide perteneciente al cinturón de asteroides descubierto el 8 de marzo de 1893 por Auguste Honoré Charlois desde el observatorio de Niza, Francia.
Está nombrado por Apolonia, una antigua ciudad de Iliria.

## Características orbitales
Apolonia orbita a una distancia media de 2,879 ua del Sol, pudiendo acercarse hasta 2,441 ua. Tiene una excentricidad de 0,1521 y una inclinación orbital de 3,55°. Emplea 1784 días en completar una órbita alrededor del Sol.